# Binnie Hale
Binnie Hale (Liverpool, Inglaterra, 22 de mayo de 1899 – Hastings, Inglaterra, 10 de enero de 1984) fue una actriz y cantante británica.

## Biografía
Nacida en Liverpool, Inglaterra, su verdadero nombre era Beatrice Mary Hale-Monro. Pertenecía a una familia de actores, entre ellos su padre, Robert Hale, y su hermano, Sonnie Hale. Su marido, con el que tuvo una hija, fue Jack Raine, otro actor, conocido por su trabajo teatral en el West End londinense.
Entre los filmes y las producciones teatrales en que actuó Hale destaca No, No, Nanette en 1925, obra representada en el Teatro Palace de Londres. Su grabación de la canción "Spread A Little Happiness", perteneciente al musical de 1928 Mr. Cinders, es posiblemente su trabajo más recordado, de la cual el cantante Sting hizo una versión para la película Brimstone and Treacle.
Binnie Hale falleció en Hastings, Inglaterra, en 1984.

## Filmografía
- Magyar Melody (1939) (TV) .... Roszi Belvary
- Love from a Stranger (1937), o A Night of Terror (USA) .... Kate Meadows
- Take a Chance (1937) .... Wilhelmina Ryde
- The Phantom Light (1935) .... Alice Bright
- Hyde Park Corner (1935) .... Sophie
- This Is the Life (1933) .... Sarah Tuttle
- On with the Dance (1927)

## Trabajo teatral
- The Punch Review - (1955) – Teatro Duque de York, Londres con Alfie Bass
- Peggy Ryan and Ray McDonald - (1950) - Teatro Empire de Newcastle
- Out of this World - (1948) - London Palladium - con Frankie Howerd y Nat Jackley
- Four, Five, Six - (1948) - con Bobby Howes
- Flying Colours - (1943) - Lyric Theatre, Londres
- Jack and the Beanstalk - (1935) - Pantomime, Teatro Drury Lane.
- Yes Madam? - (1934) - London Hippodrome - show estrenado el 27 de septiembre - con Bobby Howes.
- Give Me A Ring - (1933) - London Hippodrome.
- Bow Bells - (1932) - London Hippodrome - con Andre Randall, Nelson Keys y Harriet Hoctor.
- Mr. Cinders - (1928) - London Hippodrome - con Bobby Howes, Ruth Maitland, Arthur Chesney.
- No, No, Nanette - (1925) – Teatro Palace, Londres.
- Follow The Crowd - (1915)

## Discografía
- Spread A Little Happiness (1929)
- The Debonnaire (fecha desconocida) - con Jack Buchanan, Elsie Randolph
- Yes Madam? - (1934) - con Bobby Howes
- No, No, Nanette - (1925)

## Otras grabaciones
Binnie Hale hizo muchas grabaciones entre 1925 y 1941, la mayoría para el sello Columbia en Londres. Para más detalles, London Musical Shows on Record 1897-1976, General Gramophone Plublications Ltd, Harrow, Middlesex, 1977, pp. 462-64.